# Рульф, Фридрих
Фридрих Рульф (нем. Friedrich Rulf; 1820, Прага — 1900) — австро-венгерский юрист, доктор права, профессор, ректор Львовского университета в 1862—1863 и 1868—1869 годах.

## Биография
Родился в 1820 году в Праге, где получил юридическое образование и степень доктора права (1845). C 1850 года был профессором Академии права в Пресбурге (ныне — Братислава, Словакия). Во Львовский университет назначен 27 июня 1858 года. Во Львове преподавал политическое право, был одним из ведущих тогдашних специалистов по уголовному праву и процессу. Среди научных трудов Фридриха Рульфа — «Австрийский уголовный процесс и судебная практика кассационного суда» («Der Osterreichische Strafprocess: Unter Berucksichtigung Der Rechtsprechung Der Cassationshofes», 1888).
Не воспринимал полонизацию Львовского университета. В 1860-х гг. он принимал активное участие в дискуссии относительно языка преподавания в нём. Свое стремление сделать немецкий язык основным языком преподавания на юридическом факультете он обосновывал тем, что, в отличие от него, на польском языке нет должного количества научной и учебно-методической литературы для преподавания и обучения студентов.
В 1891 году Фридрих Рульф завершил преподавательскую карьеру во Львовском университете и получил почетное звание советника двора.